# Jussari
Jussari es un municipio brasileño del estado de Bahía. Su población estimada en 2009 era de 6.914 habitantes.